# 李妍雨
李妍雨（：／ Lee Yeon Woo，2001年1月13日—），韩国女子羽毛球運動員，為現役韩国國家羽毛球隊成員。

## 簡歷
2018、2019年兩度代表韓國參加亞洲青年羽毛球錦標賽，其中2018年搭配奇東柱打進混合雙打準決賽，負於隊友王燦、鄭那銀；2019年則獲混合團體季軍。
2023年搭擋金裕貞參加女子雙打賽事，9月在泰國羽毛球國際系列賽決賽以2比0（21-19、21-11）擊敗石川心菜、古根川美櫻奪冠；11月在韓國大師賽獲得八強。
2024年3月，參加越南國際挑戰賽，在女子雙打與混合雙打項目皆獲四強。同年11月改搭李幽琳在熊本大師賽首輪擊敗第四種子中西貴映、岩永鈴，最終獲得八強。
2025年1月，與李幽琳在超級500級別的印尼大師賽晉級四強。

## 主要比賽成績
只列出曾進入準決賽的國際賽事成績：
| 年份   | 賽事                 | 公開賽級別 | 項目     | 拍檔          | 成績   |
| ------ | -------------------- | ---------- | -------- | ------------- | ------ |
| 2018年 | 亞洲青年羽毛球錦標賽 | 其他       | 混合雙打 | 奇東柱        | 季軍   |
| 2019年 | 亞洲青年羽毛球錦標賽 | 其他       | 混合團體 | －            | 季軍   |
| 2023年 | 泰國羽毛球國際系列賽 | 國際系列賽 | 女子雙打 | Kim Yu Jung   | 冠軍   |
| 2024年 | 越南羽毛球國際挑戰賽 | 國際挑戰賽 | 女子雙打 | Kim Bo Ryeong | 準決賽 |
| 2024年 | 越南羽毛球國際挑戰賽 | 國際挑戰賽 | 混合雙打 | 奇東柱        | 準決賽 |
| 2025年 | 印尼羽毛球大師賽     | 超級500賽  | 女子雙打 | 李幽琳        | 準決賽 |
| 2025年 | 泰國羽毛球公開賽     | 超級500賽  | 女子雙打 | 鄭那銀        | 亞軍   |

| 2018-2026年 | 總決賽 | 超級1000賽 | 超級750賽 | 超級500賽 | 超級300賽 | 超級100賽 | 國際挑戰賽 | 國際系列賽 | 未來系列賽 | 其他 |

## 外部連結
- 李妍雨在BWFBadminton.com（英语）
- 李妍雨在BWF.TournamentSoftware.com（英语）
- 李妍雨在Flashscore（英语）
- 李妍雨的Instagram帳戶